# Meã
Meã é uma aldeia da freguesia de Parada de Ester e Ester, no município de Castro Daire. 
Apesar de pequena e pouco divulgada, é um interessante local para viagens, que retém ainda uma boa parte dos costumes e arquitetura do passado.[carece de fontes?]

## Localização
A aldeia da Meã dista cerca de 3 km de Parada de Ester, sede de freguesia, e 23 km de Castro Daire, sede do Município. 
Localizada na encosta nascente da Serra de Montemuro, a aldeia da Meã é banhada a sul pelo rio Paiva e cruzada a norte pela EN 225. É também delimitada a norte pelos povoados de Laboncinho, Vila e Sobrado, a sul pela aldeia da Ameixiosa, já pertencente ao vizinho Município de São Pedro do Sul, a poente pela freguesia do Cabril e a nascente pela vila de Parada de Ester. 

## Origens
A sua origem deriva de uma muralha hoje chamada de Montemuro, de construção celtibérica no alto de uma serra no lugar conhecido como Portas de Montemuro (vide Cinfães).
Não se sabe ao certo quando a área começou a ser habitada, embora muitos acreditem que povos ancestrais viveriam por lá. Existem duas especulações principais sobre o começo do povoamento da região: 
- A primeira diz que um Abade que viveu por volta do ano de 1758 relatou que a região fazia parte do território Lamecense, utilizando a fortificação para se colocar a salvo dos invasores;
- A segunda diz que com a reconquista cristã no século XII, os próprios portugueses abandonaram a construção, que já se encontrava em ruínas devido às batalhas que teve de suportar. Entretanto, algumas comunidades estabeleceram-se nas encostas daquela região, dando origem a várias aldeias.

A freguesia de Parada de Ester está organizada segundo uma administração autónoma desde a fundação da Nacionalidade, sendo o seu fundador o tenente Egas Gosendes, nomeado pelo Conde Dom Henrique e sucedido por Egas Moniz, em 1114.
Com o passar do tempo, foram concedidas Cartas de foro ou de povoação às vilas de Parada e Meã por Dona Sancha Peres e seu marido, Dom Ermígio Moniz. O juiz de paz, cuja jurisdição incluía as freguesias de Cabril, Ester, Gafanhão, Parada de Ester e parte da freguesia de São Martinho das Moitas, foi o responsável por administrar a situação, de acordo com os Autos de Conciliação e o Livro das Partilhas de Águas.
O ilustre Bispo D. João Crisóstomo, nascido em Outeiro de Eiriz, destaca-se nesta freguesia, tendo vivido desde 1901 até ao final desse século.

## Regiões de interesse

### Rio Paiva

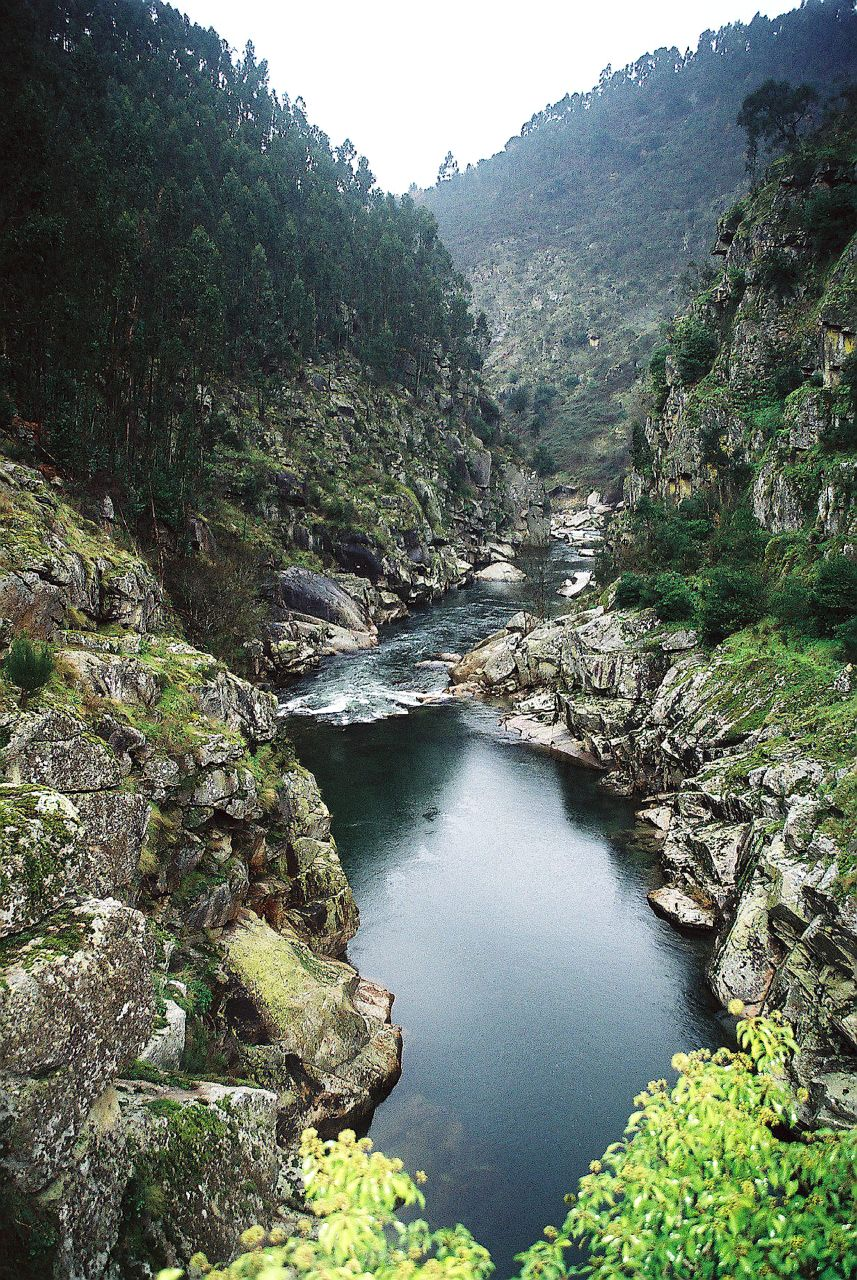
Rio Paiva

Entre os rios da Europa o rio Paiva é considerado um dos menos poluídos. De águas puras e beleza ímpar, a sua visão é um espectáculo da natureza.
O Paiva com sua extensão aproximada de 1115 km é afluente da margem esquerda do rio Douro, afluindo a cerca de 2 km de Entre-os-Rios, mais precisamente entre o Castelo de Paiva, no distrito de Aveiro, e o concelho de Cinfães, no distrito de Viseu. Ele nasce no distrito de Viseu, mais precisamente na Serra de Leomil, no concelho de Moimenta da Beira, segue no concelho de Vila Nova de Paiva, até às proximidades de Portela de Paiva e de Vila Cova à Coelheira. A geografia do local fica mais acidentada, com muitas ondulações sendo que ao chegar à Castro Daire o rio Paiva passa a seguir por gargantas profundas, revelando um magnífico cenário. Deste último até Travanca (perto de Castelo de Paiva, por assim dizer), ele espreme-se por altas montanhas, algumas com mais de 1 km de altura, quase que inabitadas, o que pode ter contribuído para a manutenção das características naturais do Rio e das montanhas, que mantém o esplendor das eras passadas. Neste último trecho, de Travanca até afluir no rio Douro a sua geografia muda novamente, não mais passando por entre montanhas: agora ele passa a correr por entre quintas, pomares, campos e aldeias, entrando na antiga província de Douro Litoral, uma região tipicamente rural cuja capital é o Porto.

### Serra de Montemuro
Situada ao norte de Portugal, a Serra de Montemuro é a 8ª maior elevação de Portugal possuindo cerca de 1382 metros de altitude, sendo o cume é chamado de Portas. Ela estende-se por diversas regiões como Resende, Castro Daire, Concelho de Cinfães e o distrito de Viseu, entre outras regiões da Beira Alta e do Douro Litoral. É uma serra íngreme por quase todos os lados, o que não impediu a formação de cursos de água que permitiram a criação de povoados por toda a sua extensão até por volta dos 1100 metros de altitude. Entre estas, por volta dos 838 metros de altitude encontra-se a cidade de Lamego, a qual fica entre os rio Douro (ao norte) e o rio Paiva (ao sul).
A Serra recebeu muitos nomes no decorrer das eras até chegar ao nome atual: No ano de 925 documentos oficiais indicam que a formação  era o ponto de localização ou lime de uma propriedade conhecida como Mons Gerontio ou, simplesmente, Geronzo (este nome teria sido dado em homenagem ao general romano Geroncio que viveu durante o final do Império Romano); Por volta do ano de 1065 documentos oficiais citam o lugar como Mons Muro (algo como "Monte de Muro" ou "Monte do Muro") referindo-se à fortificação erguida pelos povos celtibéricos no cume da Serra (Portas), a qual ainda possui algumas ruínas da construção. Entretanto, pesquisas recentes indicam que o nome atual é fruto de uma composição por aglutinação das palavras "Monte" e "Muro" que originou a palavra "Montemuro". O recinto muralhado teria sido construído por povos proto-históricos e utilizado também na época da ocupação romana. As Portas de Montemuro abrangem a divisão entre os Concelhos de Castro Daire e Cinfães.

## Cronologia
- Séc. VII - II a.C - ocupação do espaço e construção de estruturas muralhadas;
- Séc. X - era chamado de Monte Geronzo;
- Séc. XI  - designava-se por Mons Muro;
- Séc. XIII - chamava-se Portas de Monte de(o) Muro e encontrava-se já arruinada.

## Herança cristã - Padroeiros

### São Bartolomeu

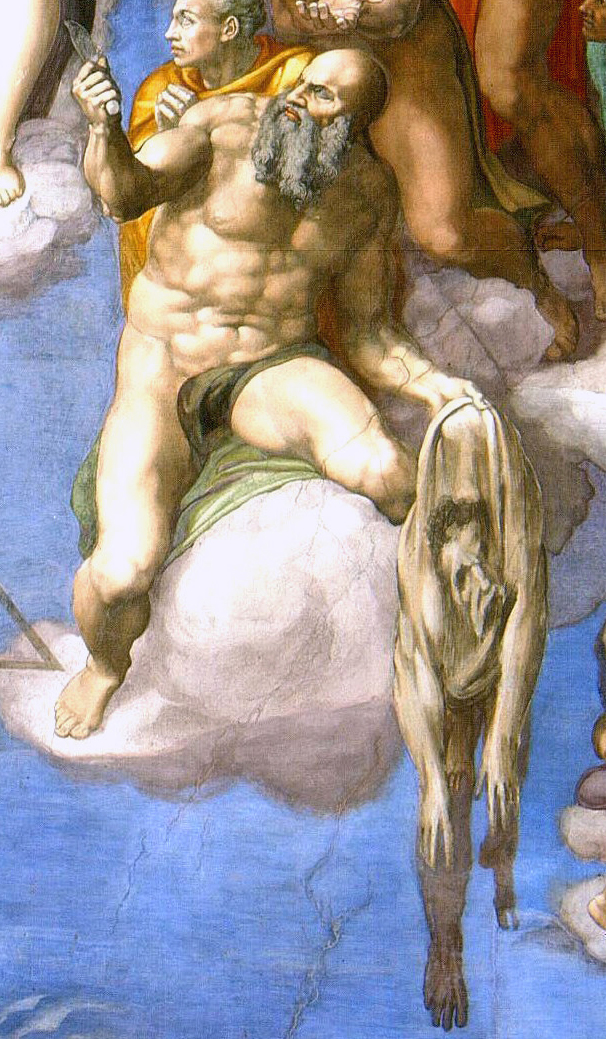
São Bartolomeu

Também conhecido como Natanael, São Bartolomeu, filho de Thomai, o agricultor, nasceu na pequena aldeia de Caná na Galileia, a 14 km de Nazaré. Foi apresentado à Jesus pelo seu maior amigo, Filipe (apóstolo), quando ainda era um pescador das margens do Lago Tiberíades. Logo se tornou um dos 12 primeiros apóstolos, tendo sido o 6º a unir-se ao grupo e viveu ao lado Dele por quase toda a Sua missão terrena, acompanhando-O em Seu dia-a-dia, sendo testemunha de Seus milagres, de Seus ensinamentos e passando por momentos decisivos como a Sua ressurreição e ascensão ao céu.
Após a partida do Senhor, tornou-se um viajante, divulgando os ensinamentos de Cristo em países como a Mesopotâmia, Armênia, Síria, Frigia (atual Turquia), Índia e Grécia, onde conseguiu muitos adeptos, mesmo com todas as dificuldades e perigos. Na Armênia Maior ele converteu o Rei Polímio e sua esposa, além de várias outras pessoas em 12 ou mais cidades, o que ocasionou a ira das outras religiões que conseguiram convencer o irmão do rei, Astiages, a ordenar que Bartolomeu fosse executado no dia 24 de agosto de 51, quando foi-lhe tirada a pele e cortada a cabeça. Desde sua morte, Bartolomeu tem atendido preces e louvores.